# Марк Ендрю Льюїс
Марк Ендрю Льюїс ТІ (англ. Mark Andrew Lewis; нар. 5 листопада 1959, Маямі) — американський католицький священник, єзуїт, ректор Папського Григоріанського університету (з 1 вересня 2022 року).

## Життєпис
Народився 5 листопада 1959 року в Маямі. Навчався у школі Сестер Нотр-Дам, поки його сім'я не переїхала до сільської місцевості в центральній Флориді.
У 1980 році вступив до Товариства Ісуса і 8 червня 1991 року був висвячений на священника. У 1984 році закінчив філософський факультет єзуїтського Університету Сент-Луїса (Сент-Луїс, штат Міссурі), а в 1991 році закінчив богослов'я в Реджис Коледжі в Торонто (Канада). У 1995 році отримав ступінь доктора історії в Університеті Торонто (Канада) за дисертацію «Соціальний вплив єзуїтської колегії Неаполя, 1552—1600».
З 1996 по 2004 рік працював в Історичному інституті Товариства Ісуса в Римі, директором якого був з 1998 року. У ці роки почав викладати в Папському Григоріанському університеті на факультеті церковної історії. У 2005 році о. Марк Ендрю Льюїс повернувся до США і викладав у Spring Hill College. З 2008 по 2014 рік був провінційним настоятелем провінції Новий Орлеан Товариства Ісуса. У січні 2017 року повернувся до Григоріани як викладач на факультеті історії Церкви та культурної спадщини Церкви. Автор досліджень з історії освіти в Товаристві Ісуса. У 2019—2022 роках був віце-ректором з академічної частини Григоріанського університету.
14 червня 2022 року Папа Франциск призначив о. Марка Ендрю Льюїса ректором Папського Григоріанського університету. Призначення набуло чинності 1 вересня 2022 року.